# Karl Ludwig (Nassau-Saarbrücken)

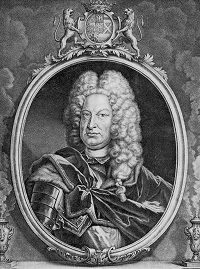
Graf Karl Ludwig von Nassau-Saarbrücken

Karl Ludwig Graf von Nassau-Saarbrücken (* 6. Januar 1665 in Saarbrücken; † 6. Dezember 1723 in Idstein) war der Sohn des Grafen Gustav Adolf von Nassau-Saarbrücken und der Eleonore Clara, geborene Gräfin von Hohenlohe-Neuenstein.

## Leben
Er wurde zunächst vom Bruder seiner Mutter, Wolfgang Julius von Hohenlohe-Neuenstein, erzogen und setzte seine Studien in Tübingen und Paris fort.
Im Großen Türkenkrieg diente er als Offizier im Heer von Kaiser Leopold I.
Als sein Bruder Ludwig Crato 1713 verstarb, übernahm er die Regierung in Nassau-Saarbrücken. Im selben Jahr heiratete er Christiane Charlotte von Nassau-Ottweiler, die Tochter seines Cousins Friedrich Ludwig von Nassau-Ottweiler.
In seiner Regierungszeit förderte er die Industrialisierung seines Landes. Im Warndt baute er das Glashandwerk, das bereits unter Ludwig II. durch Ansiedlung von Hugenotten begründet wurde, weiter aus. In Sulzbach/Saar errichtete er die Salzwerke ab 1719 neu und ließ ein Gradierwerk errichten. Nach ihm wurde auch der neu gegründete Ort Karlingen benannt (heute französisch: Carling).
Als sein Cousin 2. Grades, Georg August Samuel von Nassau-Idstein, 1721 verstarb, übernahm er zusammen mit seinem Cousin und Schwiegervater, Friedrich Ludwig von Nassau-Ottweiler, die Regierungsgeschäfte in Nassau-Idstein-Wiesbaden. Dazu verlegte er kurzzeitig 1722 die Residenz nach Wiesbaden, kehrte aber noch im selben Jahr nach Saarbrücken zurück, um im darauffolgenden Jahr nach Idstein zu ziehen. Dort verstarb er 1723 und wurde am 21. Dezember in der Schlosskirche von Idstein beigesetzt. In der Schlosskirche in Saarbrücken erinnert an ihn ein Grabmal.
Da seine beiden Söhne im Kleinkindalter verstarben, ging die Herrschaft in Nassau-Saarbrücken an seinen Cousin und Schwiegervater Friedrich Ludwig von Nassau-Ottweiler über.

## Nachkommen
- Friedrich Karl (1718–1719)
- Ludwig Karl (1720–1721)